# 블루길

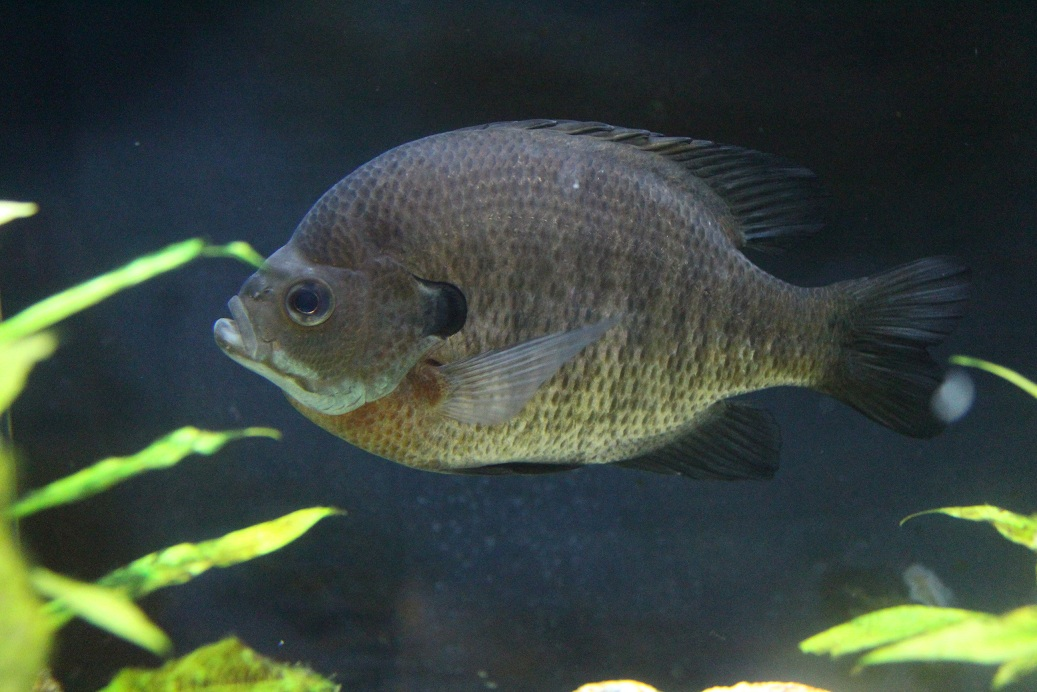
블루길 사진

블루길(영어: bluegill, Lepomis macrochirus)은 북아메리카가 원산지인 외래종으로, 물살이 빠르지 않은 하천에 사는 민물고기이다. 대한민국에서는 황소개구리, 배스, 미국가재, 붉은귀거북, 뉴트리아와 함께 생태계교란종으로 지정하여 특별 관리되고 있다. 사람에게 물리적인 해를 입히지는 않으나, 날카로운 등지느러미 가시에 찔리면 상당히 아프다.

## 대한민국
한국에서는 월남붕어, 파랑볼우럭 등으로 주로 불린다. 예전에는 순자붕어라고도 불렸었다. 순자붕어라고 불린 이유는 전두환 전 대통령의 부인인 이순자 여사가 한국에 들여온 물고기이기 때문이라는 설이 지배적이다. 알을 보호하기 때문에 번식이 빠르고 작은 토종 물고기, 새우 등을 잡아먹어서 생태계 및 수질에 안좋은 영향을 끼친다.

## 천적
블루길은 천적이 없는 것으로 알려져 있지만 블루길에도 천적이 있다. 블루길을 노리는 대표적인 천적으로는 수달, 왜가리, 독수리, 사람 등이 있다.